# Gerarchia
Gerarchia (dal tardo greco ἱεραρχία, ierarchia, derivato di hierárkhēs, composto di hieros = «sacro», e árkhō = «presiedere» o «essere capo») è un sistema, asimmetrico, di graduazione e organizzazione delle cose, implicante un reciproco rapporto di supremazia e subordinazione di tipo piramidale. Diversi campi usano la parola in modi leggermente differenti, ma in ogni definizione particolare è racchiuso il nucleo di quasi tutti gli utilizzi del termine.

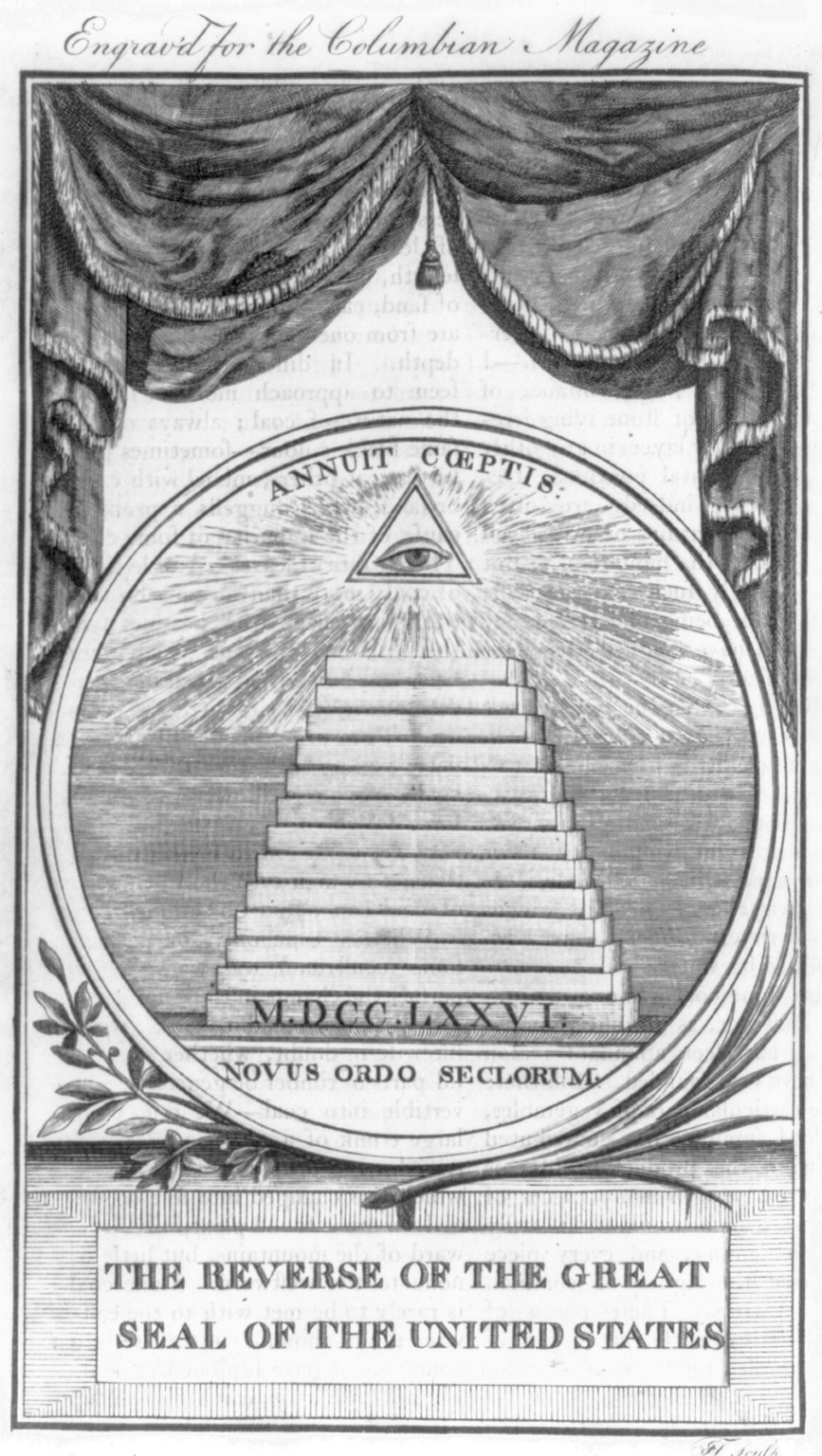
I diversi gradi gerarchici in seno all'ordine massonico estrinsecati in forma di piramide.

## Caratteristiche generali

### Descrizione generale (informale)

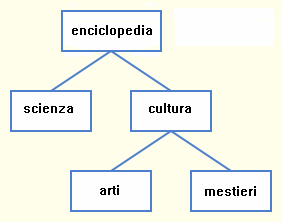
Illustrazione: Un'ipotetica organizzazione gerarchica per un'enciclopedia. Ogni nodo "contiene" tutte le sezioni sotto di esso; ad esempio, la sezione cultura contiene la sezione arti e la sezione mestieri.

Una definizione matematica rigorosa di gerarchia verrà data oltre. Questa sezione cercherà di esplorare le idee che stanno dietro a tale definizione.
Una gerarchia è basata su una relazione asimmetrica, come nel caso di "è il capo di...", "è parte di...", o "è meglio di...". Tali relazioni sono "asimmetriche" nel senso che se funzionano "in un senso", non funzionano "nell'altro". Ad esempio, se Sara è il capo di Giacomo, allora Giacomo non è il capo di Sara. Quando i due nodi sono in relazione, uno è designato come il "superiore" (detto anche "genitore") e l'altro come il "subordinato" (detto anche "figlio"). Nel caso intuitivo della relazione "è il capo di...", il capo è il superiore e l'impiegato è il subordinato.
Una relazione asimmetrica di una gerarchia può collegare delle entità in tre modi differenti: direttamente, indirettamente, o non collegarle. L'illustrazione mostra un collegamento diretto tra la sezione mestieri e la sezione cultura; la sezione mestieri è collegate direttamente alla sezione cultura dalla relazione "contiene". Ciò e simile al modo in cui voi siete sotto la responsabilità del vostro capoufficio. 
Per contro, l'illustrazione mostra una relazione indiretta tra mestieri ed enciclopedia; la sezione mestieri è contenuta nell'enciclopedia nel suo complesso, solo per il fatto di essere "contenuta" nella sezione cultura. Questo è simile a come l'amministratore delegato di una società sia responsabile di un operaio, attraverso i livelli intermedi del personale. Infine, esiste in effetti un non collegamento tra le sezioni arti e mestieri; nessuna delle due contiene l'altra. Questo è simile a due colleghi di lavoro, nessuno dei quali è capo dell'altro.
Ogni membro è raggiungibile da ogni altro seguendo le relazioni in entrambe le direzioni, ma non c'è modo di tornare a un membro particolare, seguendo le relazioni nella stessa direzione.

### Descrizione generale (formale)
Una gerarchia può essere rappresentata da un grafo aciclico interconnesso, con un ben designato nodo di partenza chiamato radice. Alcuni tipi di strutture sono definite alberi (poiché somigliano a degli alberi capovolti, con la radice in cima).

## Tipologia

### Gerarchie di contenimento
Una gerarchia di contenimento è una collezione di insiemi strettamente annidati. Ogni elemento della gerarchia individua un insieme tale per cui quello che lo precede è un sovrainsieme stretto, e quello che lo segue ne è un sottoinsieme stretto. Ad esempio, tutti i rettangoli sono quadrilateri, ma non tutti i quadrilateri sono rettangoli, e tutti i quadrati sono rettangoli, ma non tutti i rettangoli sono quadrati.
- In geometria: forma, poligono, quadrilatero, trapezio, rettangolo, quadrato;
- In tassonomia linneana: animale, uccello, rapace, aquila, aquila dorata;
- La gerarchia di Chomsky dei linguaggi formali: ricorsivamente enumerabili, sensibili al contesto, liberi dal contesto, regolari;
- In fisica: particelle, particelle elementari, fermioni, leptoni, elettroni.

### Gerarchie sociali di dominanza
Molte organizzazioni umane, come tribù, aziende, chiese, eserciti e movimenti politici sono strutturati gerarchicamente, almeno ufficialmente; comunemente i superiori, detti capi, hanno più potere dei loro subordinati. Quindi la relazione asimmetrica può essere definita come "aver potere su". Alcuni analisti, comunque, dibattono se questa definizione di potere sia coerente con quanto indicano i diagrammi organizzativi tradizionali, stante la molteplicità delle possibili articolazioni della catena di comando; in compenso, la visibilità della relazione di potere gioca un ruolo non secondario, in termini di ordine delle precedenzenelle cerimonie pubbliche.
I femministi rilevano una gerarchia di sesso, in cui una cultura vede gli uomini e i loro tratti caratteristici superiori a quelli del sesso opposto. Nei termini della trattazione, i femministi presentano una gerarchia di soli due nodi, "maschile" e "femminile", legati dalla relazione asimmetrica "è maggiormente valutato dalla società". Un esempio è il seguente:
La natura gerarchica del dualismo - la svalutazione sistematica delle femmine e di qualsiasi cosa venga metaforicamente recepita come "femminile" - è ciò che identifico come sessismo. (Nelson 1992, p. 106)
Si noti che nel contesto femminista, e di altri fenomeni sociali, la parola gerarchia è spesso utilizzata con il significato di gerarchia di potere o struttura di potere. I femministi non si oppongono alla gerarchia nel significato generale del termine, ma relativamente alla specifica relazione asimmetrica di disuguaglianza sociale tra uomini e donne. Diverse altre critiche sociali si oppongono a differenti tipologie di gerarchie di potere che essi reputano ingiuste.

#### Etologia
Nell'etologia lo studio delle gerarchie è molto importante. In essa gli individui vengono classificati come alfa se dominanti, beta se subordinati; raramente viene usato omega per indicare l'ultimo individuo di un branco in ordine gerarchico, quello subordinato a tutti gli altri. Molti indizi psicomotori e cinesici indicano lo status gerarchico di un individuo; in alcune specie di scoiattoli, l'individuo beta di fronte all'individuo alfa è facilmente identificabile dalla permanenza della coda rizzata. 
Nelle società, la gerarchia è identificabile dalla disposizione nel branco; ad esempio, nei pinguini raggruppati per difendersi dal freddo, più al centro del gruppo sta un individuo e più alfa esso è, mentre quelli posti ai bordi esterni possono essere identificati come omega; stessa cosa per i banchi di pesci sotto attacco di predatori: al centro staranno gli individui alfa, i quali avranno così più probabilità di sopravvivere dato che i predatori mangiano a partire dall'esterno del branco. Le sigle gerarchiche non indicano status permanenti: ogni individuo è alfa o beta non in sé, ma rispetto all'individuo cui si trova di fronte (gerarchia di dominanza inversa).

## Utilizzo

### Arti e scienze
Le gerarchie sono importanti per la categorizzazione e organizzazione di grandi quantità di oggetti. Le tassonomie, come ad esempio quelle biologiche, sono costruite su gerarchie. La gerarchia è anche spesso usata per controllare la complessità dei progetti ingegneristici. Ad esempio, grandi strumenti elettronici come i computer, sono normalmente composti da moduli, che sono a loro volta creati partendo da componenti più piccole (circuiti integrati), che a loro volta sono organizzati internamente usando metodi gerarchici (ad esempio, usando celle standard).
Le gerarchie sono usate in modo molto esteso in informatica e teoria dell'informazione; ecco alcuni esempi. I file in un file system sono immagazzinati in una gerarchia di directory (indicate anche come «cartelle» nella metafora utilizzata nelle più comuni interfacce grafiche) nella maggior parte dei sistemi operativi. Nella programmazione orientata agli oggetti, le classi sono organizzate gerarchicamente; la relazione tra due classi collegate viene chiamata ereditarietà. Su Internet, gli indirizzi IP sono sempre più organizzati in una gerarchia (così che il routing continui a funzionare con il crescere di Internet).
Nella musica tonale, i suoni della scala sono organizzati gerarchicamente. Le varie note derivano la loro importanza dalla relazione specifica con una nota principale, detta tonica.

### Esempi di utilizzo delle gerarchie
Le gerarchie sono state e sono un utile strumento di analisi, classificazione e semplificazione, sin dalla storia della filosofia più antica.
Molti aspetti del mondo sono o sono stati analizzati partendo da una prospettiva gerarchica, spesso semplificando, con questo modello, in modo praticamente vantaggioso aspetti in realtà anche più complessi del mondo fisico. Il concetto di gerarchia si qualifica quindi come interdisciplinare. La scienza ci fornisce i seguenti esempi:
- In biologia, gli organismi sono comunemente descritti come un insieme di parti (organi) che sono a loro volta costituiti da parti più piccole, e così via.
- In fisica, il modello standard scompone i corpi fino alle loro più piccole particelle costituenti.
- In linguistica, le parole o le frasi vengono spesso spezzate in gerarchie di parti e insiemi.
- Nell'etica, diverse virtù sono elencate e talvolta organizzate gerarchicamente secondo una determinata teoria della virtù.

In tutti questi esempi, la formula della relazione asimmetrica prevede che l'elemento più in alto «è composto da...» quello più in basso.

### Esempi più complessi

Illustrazione: Un'ipotetica organizzazione non solo gerarchica, verticale, ma anche orizzontale include eredità genica non solo genitoriale ma attraverso virus e altre vie, come partner simbiotici all'interno delle cellule eucariote.

Molti aspetti del mondo analizzati partendo da una semplificata prospettiva gerarchica, si sono rivelati in realtà più complessi.
- Un controesempio degli elementi semplificativi insiti in una gerarchia può essere il limite di un albero filogenetico, il diagramma che mostra le relazioni fondamentali, gerarchiche di discendenza genitoriale comune dei gruppi tassonomici di organismi, tipica di una prima visione evoluzionistica, secondo la quale lo sviluppo delle forme di vita è avvenuto solamente a partire da un progenitore comune (o radice) procedendo unicamente gerarchicamente da elemento evolutivamente genitoriale a elemento figlio. Tale struttura corrisponde al citato grafo ad albero.

Analisi più fini della realtà implicano una più complessa struttura, non gerarchica ma a rete, comprendente processi di tipo non piramidale, e non necessariamente asimmetrici come per esempio il trasferimento genico orizzontale che trasferisce materiale genetico ad un altro organismo non discendente, e che si somma al maggiore e più noto trasferimento genitore-figlio. Tale struttura corrisponde a grafi non gerarchici, ma a foreste con maggior numero di connessioni.
- Altro controesempio, in biologia la primitivamente considerata gerarchicità delle funzioni di controllo delle parti di un organismo in realtà soggiace a principi di retroazione (feedback) per cui la parte controllata funge da controllo al controllore, come nell'apparato endocrino.

### Altri ambiti
Altri ambiti di utilizzo sono:
- Filosofico, come nell'albero di Porfirio, la scala naturae, o la cabala ebraica;
- Teologico, come la Gerarchia degli angeli nel Cristianesimo, formata da: serafini, cherubini, troni, dominazioni, virtù, potestà, principati, arcangeli, angeli;
- Scientifico. Tassonomia degli organismi viventi: Regno, Phylum, Classe, Ordine, Famiglia, Genere, Specie, secondo i livelli gerarchici della tassonomia linneana
- Sociale. Struttura feudale: re, vassalli, valvassori, contadini liberi, servi della gleba
- Familiare. Famiglia nucleare: padre/madre, figlio maggiore, figli minori
- Diritto. Normazione: Costituzione, Legge ordinaria, Regolamento.

## Critiche e alternative
Le gerarchie e il pensiero gerarchico sono solo un modello, spesso semplificato della realtà. Questi modelli sono, in specifici contesti, stati criticati o giudicati insufficienti (es: Susan McClary). I possibili modelli alternativi, innumerevoli, includono:
- Organizzazioni Enumerative: una lista.
- Organizzazioni a Maglie: il web o una rete in cui si aggiungano collegamenti non necessariamente piramidali.
- Organizzazioni orizzontali, paritetiche, rappresentate da un grafo completo.
- In generale, tutte le strutture rappresentabili con i possibili grafi corrispondenti, se concretamente realizzabili.